# Szabó Iván (ügyvéd, 1969)
Szabó Iván (Kisvárda, 1969. november 30. –) magyar ügyvéd. 

## Főbb szakterületei
Közigazgatási jog, alkotmányjog, társasági jog, állami vállalatok privatizációja, közbeszerzési jog. Speciális ismeretek és tapasztalatok az önkormányzati tulajdonú vízi közművek privatizációja, és üzemeltetése terén. Ügyvédi irodája a fideszes pécsi önkormányzat jogi képviselőjeként részt vett a Pécsi Vízművek visszavételében. Továbbá a Magyar Fejlesztési Bank cégfoglaló akcióiban. A BKV-ügyben is szerepet vállal a botrányt kirobbantó Balogh Zsolt, egykori BKV-vezér ügyvédjeként.[forrás?]

## Pályafutás
A Miskolci Egyetem Állam- és Jogtudományi Karán szerzett diplomát 1994-ben, ez követően 1995 és 1996 között az Alkotmánybíróságon dolgozott, majd 1996-ban ügyvédjelölt lett. 1997. április 1-én lett a Budapesti Ügyvédi Kamara tagja egyéni ügyvédként, majd 1999. január 14-én alapította meg az ügyvédi irodát, mely 2006. október 1-től mint Dr. Szabó Iván és Társai Ügyvédi Társulás működik.

## Állam, illetve Önkormányzatok jogi képviselete
1996-tól kezdett intenzíven foglalkozni az önkormányzati tulajdonú gazdasági társaságokkal, közszolgáltató cégekkel, ezeken belül különösen víziközművekkel. Jelenleg is az Iroda fő profilját képezi a közszolgáltató cégekben a tulajdonos Állam, illetve Önkormányzatok jogi képviselete.
Az Iroda országos hírnévre a nagy vihart kavart Pécsi Vízmű Zrt. ügyében tett szert, ahol jelenleg is ellátja Pécs Megyei Jogú Város Önkormányzatának és a Tettye Forrásház Zrt.-nek képviseletét a francia SUEZ ENVIRONNEMENT SA vállalatcsoporttal szemben. A vízmű „einstandja” komoly diplomácia konfliktushoz vezetett a franciákkal.
2010-ben, a Fidesz győzelmével zárult országgyűlési választások után, az új kormánypárt operatív irányító szerepkörrel ruházta fel. Szintén nagy nyilvánosságot kaptak azok a munkaügyi esetek, amelyet az Iroda az MFB Magyar Fejlesztési BankZrt. képviseletében látott el. Az Állami Autópálya Kezelő Zrt., a Magyar Közút Nonprofit Zrt. és a Nemzeti Infrastruktúra Fejlesztő Zrt. épületéből is Szabó Iván irodája cserélte le azonnali hatállyal a régi vezetést.
Jelentős még a vagyonvédelmi cégek részére nyújtott jogi képviseleti és tanácsadási tevékenység, amelyek közül a CIVIL Zrt. képviseletével kapcsolatosan foglalkozott sokat a sajtó.
Az ügyvéd jegyzi többek között a Fidesz által létrehozott Szövetség a Polgári Magyarországért Alapítvány alapító okiratát, amely kuratóriumának elnöke Matolcsy György. Emellett a Nemzeti Infrastruktúra Fejlesztő Zrt.-nek is bedolgozik.

## Kinevezések, kitüntetések
2010 óta tagja az Országos Választási Bizottságnak, valamint 2010. június és 2012. május 20-a között a Szerencsejáték Zrt Felügyelő Bizottságának elnöke, ezen kívül a Magyar Víziközmű Szövetség (MAVÍZ) jogi bizottságának társelnöke. 2010. november 4-étől a Tettye Forrásház Zrt. igazgatóságának tagja.
2011. augusztus 19-én a Magyar Köztársasági Érdemrend lovagkeresztje kitüntetésben részesült a víziközmű szolgáltatás fejlesztése érdekében végzett tevékenységéért.
2013. január 15-étől a Magyar Fejlesztési Bank Zrt. felügyelő bizottságának tagja. 2013-tól a Budapesti Műszaki Egyetem víziközmű tanszékének meghívott előadója.